# Pesquisa
Uma pesquisa ou investigação é um processo sistemático para a construção do conhecimento humano, gerando novos conhecimentos, podendo também desenvolver, colaborar, reproduzir, refutar, ampliar, detalhar, atualizar, algum conhecimento preexistente, servindo basicamente tanto para o indivíduo ou grupo de indivíduos que a realiza quanto para a sociedade na qual esta se desenvolve.
A pesquisa como atividade regular também pode ser definida como o conjunto de atividades orientadas e planejadas pela busca de um conhecimento.
Ao profissional da pesquisa (especialmente no campo acadêmico), dá-se o nome de pesquisador.
É usada para estabelecer ou confirmar fatos, reafirmar os resultados de trabalhos anteriores, resolver problemas novos ou já existentes, apoiar teoremas e desenvolvimento de novas teorias. Um projeto de pesquisa também pode ser uma expansão do trabalho passado no campo. Para testar a validade de instrumentos, procedimentos ou experiências, a pesquisa pode replicar elementos de projetos anteriores, ou o projeto como um todo. Os principais objetivos da pesquisa básica (em oposição à pesquisa aplicada) são documentação, descoberta, interpretação, ou a pesquisa e desenvolvimento (P&D) de métodos e sistemas para o avanço do conhecimento do ser humano. Abordagens para investigação dependem epistemologias, que variam consideravelmente dentro e entre ciências humanas e ciências. Existem várias formas de pesquisa: bibliográfica, descritiva, laboratorial, empírica, de campo, acadêmica, científica, de humanidades, artística, econômica, social, de negócios, de marketing, pesquisa praticante, estatística, etc.

## Pesquisa bibliográfica
A pesquisa bibliográfica abrange a leitura, análise e interpretação de livros, periódicos, documentos mimeografados ou fotocopiados, mapas, imagens, manuscritos, etc. Todo material recolhido deve ser submetido a uma triagem, a partir da qual é possível estabelecer um plano de leitura. Trata-se de uma leitura atenta e sistemática que se faz acompanhar de anotações e fichamentos que, eventualmente, poderão servir à fundamentação teórica do estudo.
Por tudo isso, deve ser uma rotina tanto na vida profissional de professores e pesquisadores, quanto na dos estudantes. Isso porque a pesquisa bibliográfica tem por objetivo conhecer as diferentes contribuições científicas disponíveis sobre determinado tema. Ela dá suporte a todas as fases de qualquer tipo de pesquisa, uma vez que auxilia na definição do problema, na determinação dos objetivos, na construção de hipóteses, na fundamentação da justificativa da escolha do tema e na elaboração do relatório final.

## Pesquisa descritiva
O tipo de pesquisa que se classifica como "descritiva", tem por premissa buscar a resolução de problemas melhorando as práticas por meio da observação, análise e descrições objetivas, através de entrevistas com peritos para a padronização de técnicas e validação de conteúdo.
A pesquisa descritiva usa padrões textuais como, por exemplo, questionários para identificação do conhecimento. O IBGE realiza pesquisas descritivas. A pesquisa descritiva tem por finalidade observar, registrar e analisar os fenômenos sem, entretanto, entrar no mérito de seu conteúdo. Na pesquisa descritiva não há interferência do investigador, que apenas procura perceber, com o necessário cuidado, a frequência com que o fenômeno acontece. É importante que se faça uma análise completa desses questionários para que se chegue a uma conclusão. Este modelo de pesquisa é o mesmo adotado pela metodologia da investigação criminal prevista o Código de Processo Penal (art. 6º ao art. 250) e no Código de Processo Penal Militar (art. 12). É o que leciona o jurista castrense Adolfo Moisés Vieira da Rocha em seus adestramentos aos milicianos. A forma de coleta e como se procede a busca dos dados e elementos objetivos e subjetivos durante uma pesquisa é bem regulamenta nessas normas processuais penais supramencionadas. As hipóteses -que deverão ser levantadas no caderno indiciário durante a aplicação da boa técnica de investigação criminal - estão regulamentadas no CPP e no CPPM. Por essa razão é que se diz que o investigador de polícia judiciária é, em sua essência, um pesquisador.

## Pesquisa laboratorial
Algumas vezes este tipo de pesquisa é confundido com pesquisa experimental, o que é um equívoco. Embora a maioria das pesquisas de laboratório seja experimental, muitas vezes as ciências humanas e sociais lançam mão de pesquisa de laboratório sem que se trate de estudos experimentais. Na verdade, o que caracteriza a pesquisa de laboratório é o fato de que ela ocorre em situações controladas, valendo-se de instrumental específico e preciso.
Tais pesquisas, quer se realizem em recintos fechados ou ao ar livre, em ambientes artificiais ou reais, em todos os casos, requerem um ambiente adequado, previamente estabelecido e de acordo com o estudo a ser realizado.
A Psicologia Social e a Sociologia, frequentemente, utilizam a pesquisa de laboratório, muito embora aspectos fundamentais do comportamento humano nem sempre possam ou, por questões de ética, nunca devam ser estudados e/ou reproduzidos no ambiente controlado do laboratório

## Pesquisa empírica
A pesquisa empírica se dá por tentativa e erro, e é realizada em qualquer ambiente. São investigações de pesquisa que têm como principal finalidade testar hipóteses que dizem respeito a relações de causa e efeito. Envolvem: grupos de controle, seleção aleatória e manipulação de variáveis independentes. Empregam rigorosas técnicas de amostragem para aumentar a possibilidade de generalização das descobertas realizadas com a experiência. Tipos: a pesquisa empírica pode ser realizada no laboratório e no campo.

## Pesquisa de campo
A pesquisa de campo procede à observação de fatos e fenômenos exatamente como ocorrem realmente, à coleta de dados referentes aos mesmos e, finalmente, à análise e interpretação desses dados, com base numa fundamentação teórica consistente, objetivando compreender e explicar o problema pesquisado.
Ciência e áreas de estudo, como a Antropologia, Sociologia, Psicologia Social, Psicologia da Educação, Pedagogia, Política, Serviço Social, usam frequentemente a pesquisa de campo para o estudo de indivíduos, grupos, comunidades, instituições, com o objetivo de compreender os mais diferentes aspectos de uma determinada realidade.
Como qualquer outro tipo de pesquisa, a de campo parte do levantamento bibliográfico. Exige também a determinação das técnicas de coleta de dados mais apropriadas à natureza do tema e, ainda, a definição das técnicas que serão empregadas para o registro e análise.
Dependendo das técnicas de coleta, análise e interpretação dos dados, a pesquisa de campo poderá ser classificada como de abordagem predominantemente quantitativa ou qualitativa.
Numa pesquisa em que a abordagem é basicamente quantitativa, o pesquisador se limita à descrição fatual deste ou daquele evento, ignorando a complexidade da realidade social.

## Pesquisa acadêmica
A pesquisa acadêmica é realizada no âmbito da academia (universidade, faculdade ou outra instituição de ensino superior), conduzida por pesquisadores que comumente são docentes, estudantes universitários e pesquisadores independentes. A pesquisa acadêmica é um dos três pilares da atividade universitária, junto com o ensino e a extensão. Visa a produzir conhecimento para uma disciplina acadêmica, bem como investigações relacionadas à prática dos processos de ensino-aprendizado. Visa também a relacionar os aspectos objetivos e subjetivos da realidade que envolve o objeto a ser pesquisado. Para uma melhor caracterização de todos os tipos de pesquisas acadêmicas realizadas pelos alunos podemos considerar o seguinte quadro resumo:
| Quanto à natureza das variáveis       | Qualitativa  | Quantitativas        | Quantitativas         |                      |                      |                      |                      |
| Quanto ao objetivo e grau do problema | Exploratória | Descritiva           | Causal                |                      |                      |                      |                      |
| Quanto à amplitude e profundidade     | Estudo       | Estudo               | Levantamento amostral |                      |                      |                      |                      |
| Quanto à amplitude e profundidade     | Caso         | Campo                | Levantamento amostral |                      |                      |                      |                      |
| Quanto ao controlo                    | Laboratório  | Experiência de campo | Experiência de campo  | Experiência de campo | Experiência de campo | Experiência de campo | Experiência de campo |

E, resumidamente caracterizar as pesquisas:
1. Quantitativas: Aquelas onde predominam os métodos estatísticos, com utilização de variáveis bem definidas e de cálculos estatísticos e/ou inferenciais.
2. Qualitativas: Nas pesquisas qualitativas os cálculos são substituídos por classificações e análises dissertativas. É o fenômeno estudado que determina os métodos de pesquisa sem eliminar por completo os cálculos.